# ジョアッキーノ・パリエイ

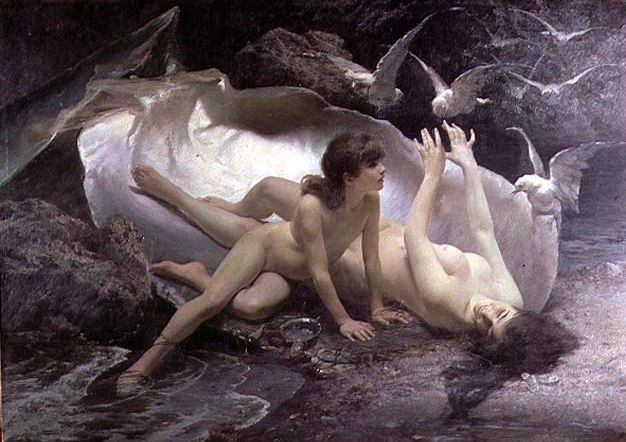
『ナーイアス』1881年

ジョアッキーノ・パリエイ（Gioacchino Pagliei、1852年スビアーコ - 1896年ローマ）は、ネオ・ポンペイアン分野の作品を描いたイタリアの画家。

## 経歴
パリエイはローマのアカデミア・ディ・サン・ルカで教育を受け、1871年に絵画と随筆で賞を受賞した。1875年にスタンジアニ・コンペティションで成果を収めた。油彩画の様式はネオ・ポンペイアンの分野に則った。